# Was Du nicht siehst
Was du nicht siehst ist ein deutscher Spielfilm aus dem Jahr 2009. Der Regisseur Wolfgang Fischer entwickelte das Drehbuch zu seinem Debütfilm Was Du nicht siehst, als er von 2005 bis 2006 ein Drehbuch-Stipendium an der Drehbuchwerkstatt München erhielt.

## Handlung
Der 17-jährige Anton leidet noch immer unter dem Selbstmord seines Vaters, als er mit seiner Mutter Luzia und deren neuem Partner Paul in die Bretagne in Urlaub fährt. Im Nachbar-Ferienhaus lernt Anton das gleichaltrige, verliebte Paar David und Katja kennen, das ihn zugleich fasziniert und verunsichert. Beide sind ungezwungen, wild, leidenschaftlich und mutig.
Anton verliebt sich in Katja, die seine Gefühle zu erwidern scheint, ohne aber etwas an ihrem Verhältnis zu David zu ändern, der aggressiv auf die Annäherung der beiden reagiert. Schließlich ahnt Anton, dass David und Katja Geschwister sind, woraufhin diese ihm erzählen, dass das Ferienhaus ihren verstorbenen Eltern gehört und sie dort regelmäßig Urlaub machen. Als Paul plötzlich seinen Hund vermisst, zeigt David ihn Anton in einem Anbau seines Hauses regungslos auf dem Boden liegend. Er erschlägt ihn mit einer Skulptur mit der Begründung, er habe wohl Rattengift gefressen und ihm sei nicht mehr zu helfen. Anton traut sich nicht, Paul davon zu erzählen. Stattdessen versucht er ihn zu überzeugen, dass man den Hund nie mehr finden würde, macht sich aber doch mit ihm und Luzia zusammen lustlos auf eine ausgedehnte Suche. Obwohl Anton kein Verhältnis zum neuen Partner seiner Mutter entwickeln kann, gibt er während der Suche sein Einverständnis, dass Luzia in Deutschland Paul bei ihnen einziehen lässt. Zurück im Ferienhaus findet Paul seinen Hund zusammen mit der Statue, erinnert sich an Antons Bemerkungen, dass man ihn nie finden würde, und verdächtigt ihn, mit der Tat in Zusammenhang zu stehen. Verzweifelt hebt Anton die Statue auf und erschlägt damit Paul von hinten. Die Polizei, die kein Tötungsdelikt vermutet, kommt bei ihrer kurzen Ermittlung zu dem Schluss, dass Paul seine Verletzungen durch einen unglücklichen Sturz erlitt, und schließt den Vorgang ab.
In der letzten Szene packen Luzia und Anton für die Abreise, während im Nachbarhaus die Familie ankommt, der dieses tatsächlich gehört. Diese haben Sohn und Tochter im Alter zwischen acht und zehn. Beide tragen Kleidungsstücke, die denen von David und Katja sehr ähnlich sind. Das Ende des Filmes lässt offen, ob sich Anton das ältere Geschwisterpaar nur eingebildet hat oder ob David und Katja nur widerrechtlich im Nachbarhaus gewohnt haben.

## Kritiken
Filmstarts lobte die atmosphärische Dichte des Films.
Der Spiegel lobt den Regisseur dafür, dass er die Interpretation des Endes dem Zuschauer überlässt.